# Irene Sáez
Irene Lailin Sáez Conde (ur. 13 grudnia 1961 roku) – wenezuelska kandydatka do tytułu Miss Universe, który zdobyła w 1981 roku mając dziewiętnaście lat. W latach dziewięćdziesiątych rozpoczęła karierę polityczną i była burmistrzem Chacao. Startowała również w wyborach prezydenckich.
W latach 1999–2000 była gubernatorem stanu Nueva Esparta, ale zrezygnowała ze stanowiska po zajściu w ciążę. Wyszła za mąż i przeprowadziła się na Florydę. W 2003  weszła w skład zarządu Colonial Bank of South Florida.